# Spelartrupper under världsmästerskapet i fotboll 1938
Den här artikeln innehåller samtliga spelartrupper under världsmästerskapet i fotboll 1938 som spelades i Frankrike från 4 juni till 19 juni 1938.

## Spelartrupper

### Belgien
Förbundskapten:  Jack Butler
| Nr | Pos. | Namn                  | Födelsedatum (ålder)      | Matcher | Mål |         | Klubb                                   |
| -- | ---- | --------------------- | ------------------------- | ------- | --- | ------- | --------------------------------------- |
| —  | MV   | Arnold Badjou         | 26 juni 1909 (28 år)      | 29      |     | Belgien | Daring Club de Bruxelles Societe Royale |
| —  | MV   | Robert Braet          | 11 februari 1912 (26 år)  | 14      |     | Belgien | Cercle Brugge                           |
| —  | A    | Raymond Braine        | 28 april 1907 (31 år)     | 47      |     | Belgien | Royal Beerschot AC                      |
| —  | A    | Fernand Buyle         | 3 mars 1918 (20 år)       | 10      |     | Belgien | Daring Club de Bruxelles Societe Royale |
| —  | A    | Jean Capelle          | 26 oktober 1913 (24 år)   | 30      |     | Belgien | Royal Standard Club Liège               |
| —  | A    | Arthur Ceuleers       | 28 februari 1916 (22 år)  | 4       |     | Belgien | Royal Beerschot AC                      |
| —  | MF   | Pierre Dalem          | 16 mars 1912 (26 år)      | 22      |     | Belgien | Royal Standard Club Liège               |
| —  | MF   | Alfons De Winter      | 12 september 1908 (29 år) | 18      |     | Belgien | Royal Beerschot AC                      |
| —  | A    | Jean Fievez           | 30 november 1910 (27 år)  | 4       |     | Belgien | White Star Brüssel                      |
| —  | F    | Frans Gommers         | 5 april 1917 (21 år)      | 1       |     | Belgien | Royal Beerschot AC                      |
| —  | MF   | Paul Henry            | 6 september 1912 (25 år)  | 1       |     | Belgien | Daring Club de Bruxelles Societe Royale |
| —  | A    | Henri Isemborghs      | 30 januari 1914 (24 år)   | 11      |     | Belgien | Royal Beerschot AC                      |
| —  | A    | Joseph Nelis          | 1 april 1917 (21 år)      | 2       |     | Belgien | Berchem Sport                           |
| —  | F    | Robert Paverick       | 29 november 1912 (25 år)  | 26      |     | Belgien | Royal Antwerp FC                        |
| —  | F    | Jean Petit            | 25 februari 1914 (24 år)  | 4       |     | Belgien | Royal Standard Club Liege               |
| —  | F    | Corneel Seys          | 12 februari 1912 (26 år)  | 1       |     | Belgien | Royal Beerschot AC                      |
| —  | F    | Philibert Smellinckx  | 17 januari 1911 (27 år)   | 19      |     | Belgien | Union Saint-Gilloise                    |
| —  | MF   | Émile Stijnen         | 2 november 1907 (30 år)   | 25      |     | Belgien | Royal Olympic Club de Charleroi         |
| —  | MF   | John Van Alphen       | 17 juni 1914 (23 år)      | 4       |     | Belgien | Royal Beerschot AC                      |
| —  | A    | Charles Vanden Wouwer | 7 september 1916 (21 år)  | 5       |     | Belgien | Royal Beerschot AC                      |
| —  | MV   | André Vandeweyer      | 21 juni 1909 (28 år)      | 5       |     | Belgien | Union Saint-Gilloise                    |
| —  | A    | Bernard Voorhoof      | 10 maj 1910 (28 år)       | 54      |     | Belgien | KSK Liersche                            |

### Brasilien
Förbundskapten: Adhemar Pimenta
| Nr | Pos. | Namn             | Födelsedatum (ålder)     | Matcher | Mål |           | Klubb               |
| -- | ---- | ---------------- | ------------------------ | ------- | --- | --------- | ------------------- |
| —  | MF   | Afonsinho        | 8 mars 1914 (24 år)      |         |     | Brasilien | São Cristóvão       |
| —  | MF   | Argemiro         | 3 juni 1915 (23 år)      |         |     | Brasilien | Portuguesa Santista |
| —  | MV   | Batatais         | 20 maj 1910 (28 år)      |         |     | Brasilien | Fluminense          |
| —  | MF   | Brandão          | 1 januari 1910 (28 år)   |         |     | Brasilien | Corinthians         |
| —  | MF   | Britto           | 6 maj 1914 (24 år)       |         |     | Brasilien | América Mineiro     |
| —  | F    | Domingos da Guia | 19 november 1912 (25 år) |         |     | Brasilien | Flamengo            |
| —  | A    | Hércules         | 2 juli 1912 (25 år)      |         |     | Brasilien | Fluminense          |
| —  | F    | Jaú              | 17 december 1909 (28 år) |         |     | Brasilien | Corinthians         |
| —  | A    | Leônidas         | 9 juni 1913 (24 år)      |         |     | Brasilien | Flamengo            |
| —  | A    | Lopes            | 1 november 1910 (27 år)  |         |     | Brasilien | Corinthians         |
| —  | A    | Luizinho         | 29 mars 1911 (27 år)     |         |     | Brasilien | SS Palestra Italia  |
| —  | F    | Machado          | 1 januari 1909 (29 år)   |         |     | Brasilien | Fluminense          |
| —  | MF   | Martim           | 21 april 1911 (27 år)    |         |     | Brasilien | Botafogo            |
| —  | F    | Nariz            | 8 december 1912 (25 år)  |         |     | Brasilien | Botafogo            |
| —  | A    | Niginho          | 12 februari 1912 (26 år) |         |     | Brasilien | Vasco da Gama       |
| —  | A    | Patesko          | 12 november 1910 (27 år) |         |     | Brasilien | Botafogo            |
| —  | A    | Perácio          | 2 november 1917 (20 år)  |         |     | Brasilien | Botafogo            |
| —  | A    | Roberto          | 20 juni 1912 (25 år)     |         |     | Brasilien | São Cristóvão       |
| —  | A    | Romeu            | 26 mars 1911 (27 år)     |         |     | Brasilien | Fluminense          |
| —  | A    | Tim              | 20 februari 1915 (23 år) |         |     | Brasilien | Fluminense          |
| —  | MV   | Walter           | 17 juli 1912 (25 år)     |         |     | Brasilien | Flamengo            |
| —  | MF   | Zezé Procópio    | 12 augusti 1913 (24 år)  |         |     | Brasilien | Botafogo            |

### Frankrike
Förbundskapten: Gaston Barreau
| Nr | Pos. | Namn                  | Födelsedatum (ålder)     | Matcher | Mål |           | Klubb                  |
| -- | ---- | --------------------- | ------------------------ | ------- | --- | --------- | ---------------------- |
| —  | A    | Alfred Aston          | 16 maj 1912 (26 år)      | 15      |     | Frankrike | Red Star Olympique     |
| —  | MF   | Jean Bastien          | 21 juni 1915 (22 år)     | 0       |     | Frankrike | Olympique de Marseille |
| —  | F    | Abdelkader Ben Bouali | 25 oktober 1912 (25 år)  | 1       |     | Frankrike | Olympique de Marseille |
| —  | MF   | François Bourbotte    | 24 februari 1913 (25 år) | 9       |     | Frankrike | SC Fives               |
| —  | A    | Michel Brusseaux      | 19 mars 1913 (25 år)     | 1       |     | Frankrike | FC Sète                |
| —  | F    | Hector Cazenave       | 13 april 1914 (24 år)    | 6       |     | Frankrike | FC Sochaux-Montbéliard |
|    | A    | Roger Courtois        | 30 maj 1912 (26 år)      | 19      |     | Frankrike | FC Sochaux-Montbéliard |
| —  | MV   | Julien Darui          | 16 februari 1916 (22 år) | 0       |     | Frankrike | Olympique Lillois      |
| —  | A    | Edmond Delfour        | 1 november 1907 (30 år)  | 39      |     | Frankrike | RC Roubaix             |
| —  | MV   | Laurent Di Lorto      | 1 januari 1909 (29 år)   | 9       |     | Frankrike | FC Sochaux-Montbéliard |
| —  | MF   | Raoul Diagne          | 10 november 1910 (27 år) | 11      |     | Frankrike | RC Paris               |
| —  | A    | Oscar Heisserer       | 18 juli 1918 (19 år)     | 6       |     | Frankrike | RC Strasbourg          |
| —  | MF   | Lucien Jasseron       | 29 december 1913 (24 år) | 0       |     | Frankrike | FC Le Havre            |
| —  | MF   | Auguste Jordan        | 21 februari 1909 (29 år) | 3       |     | Frankrike | RC Paris               |
| —  | A    | Ignace Kowalczyk      | 27 december 1913 (24 år) | 5       |     | Frankrike | FC Metz                |
| —  | MV   | René Llense           | 14 juli 1913 (24 år)     | 9       |     | Frankrike | FC Sète                |
| —  | F    | Étienne Mattler       | 25 december 1905 (32 år) | 38      |     | Frankrike | FC Sochaux-Montbéliard |
| —  | A    | Jean Nicolas          | 9 juni 1913 (24 år)      | 22      |     | Frankrike | FC Rouen               |
| —  | F    | Martin Povolny        | 19 juli 1914 (23 år)     | 0       |     | Frankrike | FC Le Havre            |
| —  | F    | Jules Vandooren       | 30 december 1908 (29 år) | 14      |     | Frankrike | Olympique Lillois      |
| —  | A    | Émile Veinante        | 12 juni 1907 (30 år)     | 18      |     | Frankrike | RC Paris               |
| —  | A    | Mario Zatelli         | 21 december 1912 (25 år) | 0       |     | Frankrike | Olympique de Marseille |

### Italien
Förbundskapten: Vittorio Pozzo
| Nr | Pos. | Namn             | Födelsedatum (ålder)      | Matcher | Mål |         | Klubb             |
| -- | ---- | ---------------- | ------------------------- | ------- | --- | ------- | ----------------- |
| —  | MF   | Michele Andreolo | 6 september 1912 (25 år)  | 11      |     | Italien | Bologna           |
| —  | A    | Sergio Bertoni   | 23 september 1915 (22 år) | 3       |     | Italien | Pisa              |
| —  | A    | Amedeo Biavati   | 4 april 1915 (23 år)      | 0       |     | Italien | Bologna           |
| —  | MV   | Carlo Ceresoli   | 14 maj 1910 (28 år)       | 7       |     | Italien | Bologna           |
| —  | MF   | Bruno Chizzo     | 19 april 1916 (22 år)     | 0       |     | Italien | Triestina         |
| —  | A    | Gino Colaussi    | 4 mars 1914 (24 år)       | 12      |     | Italien | Triestina         |
| —  | MF   | Aldo Donati      | 29 september 1910 (27 år) | 0       |     | Italien | Roma              |
| —  | A    | Giovanni Ferrari | 6 december 1907 (30 år)   | 38      |     | Italien | Ambrosiana-Inter  |
| —  | A    | Pietro Ferraris  | 15 februari 1912 (26 år)  | 3       |     | Italien | Ambrosiana-Inter  |
| —  | F    | Alfredo Foni     | 20 november 1911 (26 år)  | 6       |     | Italien | Juventus          |
| —  | MF   | Mario Genta      | 1 mars 1912 (26 år)       | 0       |     | Italien | Genoa             |
| —  | MF   | Ugo Locatelli    | 5 februari 1916 (22 år)   | 7       |     | Italien | Ambrosiana-Inter  |
| —  | MV   | Guido Masetti    | 22 november 1907 (30 år)  | 1       |     | Italien | Roma              |
| —  | MF   | Giuseppe Meazza  | 23 augusti 1910 (27 år)   | 43      |     | Italien | Ambrosiana-Inter  |
| —  | F    | Eraldo Monzeglio | 5 juni 1906 (31 år)       | 32      |     | Italien | Roma              |
| —  | MV   | Aldo Olivieri    | 2 oktober 1910 (27 år)    | 8       |     | Italien | Lucchese Libertas |
| —  | MF   | Renato Olmi      | 12 juli 1914 (23 år)      | 0       |     | Italien | Ambrosiana-Inter  |
| —  | A    | Pietro Pasinati  | 21 juli 1910 (27 år)      | 10      |     | Italien | Triestina         |
| —  | MF   | Mario Perazzolo  | 7 juni 1911 (26 år)       | 2       |     | Italien | Genoa             |
| —  | A    | Silvio Piola     | 29 september 1913 (24 år) | 14      |     | Italien | Lazio             |
| —  | F    | Pietro Rava      | 21 januari 1916 (22 år)   | 11      |     | Italien | Juventus          |
| —  | MF   | Pietro Serantoni | 11 december 1906 (31 år)  | 9       |     | Italien | Roma              |

### Kuba
Förbundskapten: José Tapia
| Nr | Pos. | Namn                   | Födelsedatum (ålder)     | Matcher | Mål |      | Klubb              |
| -- | ---- | ---------------------- | ------------------------ | ------- | --- | ---- | ------------------ |
| —  | A    | Juan Alonzo            | 1911                     |         |     | Kuba | Centro Gallego     |
| —  | MF   | Joaquín Arias          | 12 november 1914 (23 år) |         |     | Kuba | Juventud Asturiana |
| —  | MV   | Juan Ayra              | 23 juni 1911 (26 år)     |         |     | Kuba | Hispano America    |
| —  | F    | Jacinto Barquín        | 3 september 1915 (22 år) |         |     | Kuba | Juventud Aturiana  |
| —  | MF   | Pedro Berges           | 1906                     |         |     | Kuba | Iberia Havana      |
| —  | MV   | Benito Carvajales      | 1913                     |         |     | Kuba | Centro Gallego     |
| —  | F    | Manuel Chorens         | 22 januari 1916 (22 år)  |         |     | Kuba | CD Centro Gallego  |
| —  | A    | Tomás Fernández        | 1915                     |         |     | Kuba | CD Centro Gallego  |
| —  | A    | Pedro Ferrer           | 1908                     |         |     | Kuba | Iberia Havana      |
| —  | A    | José Magriñá           | 14 december 1917 (20 år) |         |     | Kuba | CD Centro Gallego  |
| *  | A    | Carlos Oliveira        |                          |         |     | Kuba | Hispano America    |
| —  | MF   | José Antonio Rodríguez |                          |         |     | Kuba | CD Centro Gallego  |
| —  | A    | Héctor Socorro         | 26 juni 1912 (25 år)     |         |     | Kuba | Iberia Habana      |
| —  | A    | Mario Sosa             | 1910                     |         |     | Kuba | Iberia Havana      |
|    | A    | Juan Tuñas             | 1 februari 1917 (21 år)  |         |     | Kuba | Centro Gallego     |

### Nederländerna
Förbundskapten:  Bob Glendenning
| Nr | Pos. | Namn                | Födelsedatum (ålder)      | Matcher | Mål |               | Klubb                  |
| -- | ---- | ------------------- | ------------------------- | ------- | --- | ------------- | ---------------------- |
| —  | MF   | Wim Anderiesen      | 27 november 1903 (34 år)  | 40      |     | Nederländerna | Ajax Amsterdam         |
| —  | F    | Dick Been           | 2 juli 1909 (28 år)       | 0       |     | Nederländerna | Ajax Amsterdam         |
| —  | F    | Bertus Caldenhove   | 19 januari 1914 (24 år)   | 18      |     | Nederländerna | AFC DWS                |
| —  | A    | Piet de Boer        | 10 oktober 1919 (18 år)   | 1       |     | Nederländerna | KFC                    |
| —  | A    | Bertus de Harder    | 14 januari 1920 (18 år)   | 1       |     | Nederländerna | VUC Den Haag           |
| —  | A    | Arie de Winter      | 27 oktober 1913 (24 år)   | 0       |     | Nederländerna | HFC Haarlem            |
| —  | A    | Daaf Drok           | 23 maj 1914 (24 år)       | 7       |     | Nederländerna | RFC Rotterdam          |
| —  | MF   | Frans Hogenbirk     | 18 mars 1919 (19 år)      | 0       |     | Nederländerna | Quick Groningen        |
| —  | MV   | Niek Michel         | 30 september 1912 (25 år) | 0       |     | Nederländerna | VSV Velsen             |
| —  | A    | Karel Ooms          | 9 juni 1916 (22 år)       | 0       |     | Nederländerna | DWB                    |
| —  | MF   | Bas Paauwe          | 4 oktober 1911 (26 år)    | 21      |     | Nederländerna | SC Feyenoord Rotterdam |
| —  | MF   | Rene Pijpers        | 15 september 1917 (20 år) | 0       |     | Nederländerna | RFC Roermond           |
| —  | F    | Hendrikus Plenter   | 23 juni 1913 (24 år)      | 0       |     | Nederländerna | Quick Groningen        |
| —  | A    | Piet Punt           | 6 februari 1909 (29 år)   | 1       |     | Nederländerna | DFC Dordrecht          |
| —  | A    | Kick Smit           | 3 november 1911 (26 år)   | 21      |     | Nederländerna | HFC Haarlem            |
| —  | A    | Frans van der Veen  | 25 mars 1918 (20 år)      | 1       |     | Nederländerna | Heracles Almelo        |
| —  | MF   | Puck van Heel       | 21 januari 1904 (34 år)   | 62      |     | Nederländerna | SC Feyenoord Rotterdam |
| —  | MV   | Adri van Male       | 7 oktober 1910 (27 år)    | 9       |     | Nederländerna | SC Feyenoord Rotterdam |
| —  | A    | Henk van Spaandonck | 25 juni 1913 (24 år)      | 7       |     | Nederländerna | Neptunus Rotterdam     |
| —  | A    | Leen Vente          | 14 maj 1911 (27 år)       | 14      |     | Nederländerna | Neptunus Rotterdam     |
| —  | F    | Mauk Weber          | 1 mars 1914 (24 år)       | 25      |     | Nederländerna | ADO Den Haag           |
| —  | A    | Frank Wels          | 21 februari 1909 (29 år)  | 35      |     | Nederländerna | Unitas Gorinchem       |

### Nederländska Ostindien
Förbundskapten: Johan Mastenbroek
| Nr | Pos. | Namn                    | Födelsedatum (ålder)     | Matcher | Mål |                        | Klubb               |
| -- | ---- | ----------------------- | ------------------------ | ------- | --- | ---------------------- | ------------------- |
| —  | MF   | Sutan Anwar             | 21 mars 1914 (24 år)     | 1       |     | Nederländska Ostindien | VIOS Batavia        |
|    | MV   | Van Beusekom L.N.       |                          |         |     | Nederländska Ostindien | Hercules Batavia    |
| —  | MF   | Gerrit Faulhaber        |                          |         |     | Nederländska Ostindien | Go Ahead Semarang   |
| —  | F    | Jan Harting             |                          |         |     | Nederländska Ostindien | HBS Soerabaja       |
| —  | F    | Frans G. Hu Kon         | 1917                     | 1       |     | Nederländska Ostindien | Sparta Bandung      |
| —  | MF   | Frans Alfred Meeng      | 18 januari 1910 (28 år)  | 1       |     | Nederländska Ostindien | SVBB Batavia        |
| —  | MF   | Achmad Nawir            | 1911                     | 1       |     | Nederländska Ostindien | HBS Soerabaja       |
| —  | A    | Isaak "Tjaak" Pattiwael | 23 februari 1914 (24 år) | 1       |     | Nederländska Ostindien | Jong Ambon Batavia  |
| —  | F    | Jack Samuels            | 1912                     | 1       |     | Nederländska Ostindien | Excelsior Soerabaja |
| —  | A    | Suvarte Soedarmadji     | 6 december 1915 (22 år)  | 1       |     | Nederländska Ostindien | HBS Soerabaja       |
| —  | A    | M.J. Hans Taihuttu      | 1909                     | 1       |     | Nederländska Ostindien | Jong Ambon Batavia  |
| —  | A    | Tan Hong Djien          | 12 januari 1916 (22 år)  | 1       |     | Nederländska Ostindien | Tiong Hoa Soerabaja |
| —  | MV   | Tan "Bing" Mo Heng      | 28 februari 1913 (25 år) | 1       |     | Nederländska Ostindien | HCTNH Soerabaja     |
| —  | A    | Tan See Han             |                          |         |     | Nederländska Ostindien | Gie Hoo Soerabaja   |
| —  | A    | Rudi Telwe              |                          |         |     | Nederländska Ostindien | HBS Soerabaja       |
| —  | MF   | G. Van Den Burgh        |                          |         |     | Nederländska Ostindien | SVV Semarang        |
| —  | A    | Hendrikus V. Zomers     |                          | 1       |     | Nederländska Ostindien | Hercules Batavia    |

### Norge
Förbundskapten: Asbjørn Halvorsen
| Nr | Pos. | Namn               | Födelsedatum (ålder)     | Matcher | Mål |       | Klubb       |
| -- | ---- | ------------------ | ------------------------ | ------- | --- | ----- | ----------- |
| —  | A    | Arne Brustad       | 14 april 1912 (26 år)    | 19      |     | Norge | Lyn         |
| —  | A    | Knut Brynildsen    | 23 juli 1917 (20 år)     | 1       |     | Norge | Fredrikstad |
| —  | F    | Nils Eriksen       | 5 mars 1911 (27 år)      | 34      |     | Norge | Odd         |
| —  | A    | Odd Frantzen       | 20 januari 1913 (25 år)  | 14      |     | Norge | Hardy       |
| —  | MF   | Kristian Henriksen | 3 mars 1911 (27 år)      | 12      |     | Norge | Lyn         |
| —  | MF   | Rolf Holmberg      | 24 augusti 1914 (23 år)  | 18      |     | Norge | Odd         |
| —  | F    | Øivind Holmsen     | 28 april 1912 (26 år)    | 22      |     | Norge | Lyn         |
| —  | A    | Arne Ileby         | 2 december 1913 (24 år)  | 0       |     | Norge | Fredrikstad |
| —  | A    | Magnar Isaksen     | 13 oktober 1910 (27 år)  | 12      |     | Norge | Lyn         |
| —  | F    | Rolf Johannessen   | 15 mars 1910 (28 år)     | 11      |     | Norge | Fredrikstad |
| —  | MV   | Henry Johansen     | 21 juli 1904 (33 år)     | 44      |     | Norge | Vålerengen  |
| —  | F    | Jørgen Juve        | 22 november 1906 (31 år) | 45      |     | Norge | Lyn         |
| —  | A    | Reidar Kvammen     | 23 juli 1914 (23 år)     | 29      |     | Norge | Viking      |
| —  | MV   | Sverre Nordby      | 13 mars 1910 (28 år)     | 2       |     | Norge | Mjøndalen   |

Reserver
| Nr | Pos. | Namn               | Födelsedatum (ålder)      | Matcher | Mål |       | Klubb       |
| -- | ---- | ------------------ | ------------------------- | ------- | --- | ----- | ----------- |
| —  | F    | Roald Amundsen*    | 18 september 1913 (24 år) | 0       |     | Norge | Mjøndalen   |
| —  | MF   | Oddmund Andersen*  | 21 december 1915 (22 år)  | 1       |     | Norge | Mjøndalen   |
| —  | MF   | Gunnar Andreassen* | 5 januari 1913 (25 år)    | 0       |     | Norge | Fredrikstad |
| —  | A    | Hjalmar Andresen*  | 18 juli 1914 (23 år)      | 0       |     | Norge | Sarpsborg   |
| —  | MF   | Sverre Hansen*     | 23 juni 1913 (24 år)      | 15      |     | Norge | Fram Larvik |
| —  | MV   | Anker Kihle*       | 19 april 1917 (21 år)     | 0       |     | Norge | Storm       |
| —  | A    | Alf Martinsen*     | 29 december 1911 (26 år)  | 17      |     | Norge | Lillestrøm  |
| —  | MF   | Frithjof Ulleberg* | 10 september 1911 (26 år) | 14      |     | Norge | Lyn         |

### Polen
Förbundskapten: Józef Kałuża
| Nr | Pos. | Namn                  | Födelsedatum (ålder)      | Matcher | Mål |       | Klubb                 |
| -- | ---- | --------------------- | ------------------------- | ------- | --- | ----- | --------------------- |
| —  | A    | Stanisław Baran       | 26 april 1920 (18 år)     | 0       |     | Polen | Warszawianka Warszawa |
| —  | MV   | Walter Brom           | 14 februari 1921 (17 år)  | 0       |     | Polen | Ruch Chorzów          |
| —  | A    | Ewald Cebula          | 22 mars 1917 (21 år)      | 0       |     | Polen | Śląsk Świętochłowice  |
| —  | MF   | Ewald Dytko           | 18 oktober 1914 (23 år)   | 16      |     | Polen | Dąb Katowice          |
| —  | F    | Antoni Gałecki        | 4 juni 1906 (32 år)       | 16      |     | Polen | ŁKS Łódź              |
| —  | F    | Edmund Giemsa         | 16 oktober 1912 (25 år)   | 6       |     | Polen | Ruch Chorzów          |
| —  | MF   | Wilhelm Góra          | 18 januari 1916 (22 år)   | 8       |     | Polen | Cracovia              |
| —  | A    | Bolesław Habowski     | 13 september 1914 (23 år) | 1       |     | Polen | Wisła Kraków          |
| —  | A    | Józef Korbas          | 11 november 1914 (23 år)  | 1       |     | Polen | Cracovia              |
| —  | MF   | Kazimierz Lis         | 9 april 1910 (28 år)      | 0       |     | Polen | Warta Poznań          |
| —  | A    | Antoni Łyko           | 27 maj 1907 (31 år)       | 1       |     | Polen | Wisła Kraków          |
| —  | MV   | Edward Madejski       | 11 augusti 1914 (23 år)   | 6       |     | Polen | Wisła Kraków          |
| —  | MF   | Erwin Nyc             | 24 maj 1914 (24 år)       | 4       |     | Polen | Polonia Warszawa      |
| —  | A    | Leonard Piątek        | 3 oktober 1913 (24 år)    | 9       |     | Polen | AKS Chorzów           |
| —  | A    | Ryszard Piec          | 17 augusti 1913 (24 år)   | 18      |     | Polen | Naprzód Lipiny        |
| —  | MF   | Wilhelm Piec          | 7 januari 1915 (23 år)    | 3       |     | Polen | Naprzód Lipiny        |
| —  | A    | Fryderyk Scherfke     | 7 september 1909 (28 år)  | 12      |     | Polen | Warta Poznań          |
| —  | F    | Władysław Szczepaniak | 19 maj 1910 (28 år)       | 22      |     | Polen | Polonia Warszawa      |
| —  | F    | Edmund Twórz          | 1914                      | 2       |     | Polen | Warta Poznań          |
| —  | MF   | Jan Wasiewicz         | 6 januari 1911 (27 år)    | 14      |     | Polen | Pogoń Lwów            |
| —  | A    | Ernst Wilimowski      | 23 juni 1916 (21 år)      | 14      |     | Polen | Ruch Chorzów          |
| —  | A    | Gerard Wodarz         | 10 augusti 1913 (24 år)   | 24      |     | Polen | Ruch Chorzów          |

### Rumänien
Förbundskapten: Alexandru Săvulescu och Costel Rădulescu
| Nr | Pos. | Namn                | Födelsedatum (ålder)      | Matcher | Mål |          | Klubb              |
| -- | ---- | ------------------- | ------------------------- | ------- | --- | -------- | ------------------ |
| —  | A    | Iuliu Baratky       | 14 maj 1910 (28 år)       | 10      |     | Rumänien | Rapid Bucureşti    |
| —  | MF   | Andrei Bărbulescu   | 25 mars 1917 (21 år)      | 2       |     | Rumänien | Venus Bucureşti    |
| —  | A    | Silviu Bindea       | 24 oktober 1912 (25 år)   | 18      |     | Rumänien | Ripensia Timişoara |
| —  | A    | Iuliu Bodola        | 26 februari 1912 (26 år)  | 39      |     | Rumänien | Venus Bucureşti    |
| —  | A    | Ion Bogdan          | 6 mars 1915 (23 år)       | 1       |     | Rumänien | Rapid Bucureşti    |
| —  | MF   | Gheorghe Brandabura | 23 februari 1913 (25 år)  | 4       |     | Rumänien | Juventus Bucureşti |
| —  | F    | Rudolf Bürger       | 31 oktober 1908 (29 år)   | 27      |     | Rumänien | Ripensia Timişoara |
| —  | F    | Vasile Chiroiu      | 13 augusti 1910 (27 år)   | 5       |     | Rumänien | Ripensia Timişoara |
| —  | MF   | Vintilă Cossini     | 21 november 1913 (24 år)  | 12      |     | Rumänien | Rapid Bucureşti    |
| —  | MV   | Mircea David        | 16 oktober 1914 (23 år)   | 4       |     | Rumänien | Venus Bucureşti    |
| —  | A    | Ştefan Dobay        | 26 september 1909 (28 år) | 33      |     | Rumänien | Ripensia Timişoara |
| —  | MF   | Stefan Dobra        |                           |         |     | Rumänien | Gloria Arad        |
| —  | F    | Iacob Felecan       | 1914                      | 4       |     | Rumänien | Victoria Cluj      |
| —  | A    | Nicolae Kovács      | 29 oktober 1911 (26 år)   | 35      |     | Rumänien | CAO Oradea         |
| —  | A    | Ioachim Moldoveanu  | 17 augusti 1913 (24 år)   | 3       |     | Rumänien | Rapid Bucureşti    |
| —  | A    | Miklós Nagy         |                           | 0       |     | Rumänien | Crişana Oradea     |
| —  | MV   | Dumitru Pavlovici   | 26 april 1912 (26 år)     | 8       |     | Rumänien | Ripensia Timişoara |
| —  | A    | Gyula Prassler      | 1916                      | 1       |     | Rumänien | AMEF Arad          |
| —  | MF   | Gheorghe Rasinaru   | 10 februari 1915 (23 år)  | 1       |     | Rumänien | Rapid Bucureşti    |
| —  | MF   | Ladislau Raffinsky  | 23 april 1905 (33 år)     | 18      |     | Rumänien | Rapid Bucureşti    |
| —  | MV   | Róbert Szádowsky    | 16 augusti 1914 (23 år)   | 1       |     | Rumänien | AMEF Arad          |
| —  | F    | Lazăr Sfera         | 29 april 1909 (29 år)     | 5       |     | Rumänien | Venus Bucureşti    |

### Schweiz
Förbundskapten:  Karl Rappan
| Nr | Pos. | Namn                | Födelsedatum (ålder)      | Matcher | Mål |           | Klubb                   |
| -- | ---- | ------------------- | ------------------------- | ------- | --- | --------- | ----------------------- |
| —  | A    | André Abegglen      | 7 mars 1909 (29 år)       |         |     | Frankrike | FC Sochaux-Montbéliard  |
| —  | A    | Georges Aeby        | 10 september 1910 (27 år) |         |     | Schweiz   | Servette                |
| —  | A    | Paul Aeby           | 10 september 1910 (27 år) |         |     | Schweiz   | Young Boys Bern         |
| —  | A    | Lauro Amadò         | 14 mars 1912 (26 år)      |         |     | Schweiz   | FC Lugano               |
| —  | MV   | Erwin Ballabio      | 20 oktober 1918 (19 år)   |         |     | Schweiz   | FC Grenchen             |
| —  | A    | Alfred Bickel       | 2 maj 1918 (20 år)        |         |     | Schweiz   | Grasshopper Club Zürich |
| —  | MV   | Renato Bizzozero    | 1912                      |         |     | Schweiz   | FC Lugano               |
| —  | A    | Alessandro Frigerio | 15 november 1914 (23 år)  |         |     | Frankrike | Le Havre AC             |
| —  | A    | Tullio Grassi       | 5 februari 1910 (28 år)   |         |     | Schweiz   | FC Lugano               |
| —  | MF   | Albert Guinchard    | 10 november 1914 (23 år)  |         |     | Schweiz   | Servette                |
| —  | MV   | Willy Huber         | 17 december 1913 (24 år)  |         |     | Schweiz   | Grasshopper Club Zürich |
| —  | A    | Leopold Kielholz    | 9 juni 1911 (26 år)       |         |     | Schweiz   | SC YF Juventus          |
| —  | F    | August Lehmann      | 26 januari 1909 (29 år)   |         |     | Schweiz   | Grasshopper Club Zürich |
| —  | MF   | Ernst Lörtscher     | 15 mars 1913 (25 år)      |         |     | Schweiz   | Servette                |
| —  | F    | Severino Minelli    | 6 september 1909 (28 år)  |         |     | Schweiz   | Grasshopper Club Zürich |
| —  | MF   | Oscar Rauch         |                           |         |     | Schweiz   | Grasshopper Club Zürich |
| —  | A    | Eugen Rupf          |                           |         |     | Schweiz   | Grasshopper Club Zürich |
| —  | MF   | Hermann Springer    | 4 december 1908 (29 år)   |         |     | Schweiz   | Grasshopper Club Zürich |
| —  | F    | Adolf Stelzer       | 1 september 1908 (29 år)  |         |     | Schweiz   | Lausanne Sports         |
| —  | MF   | Sirio Vernati       | 12 maj 1907 (31 år)       |         |     | Schweiz   | Grasshopper Club Zürich |
| —  | A    | Fritz Wagner        |                           |         |     | Schweiz   | Grasshopper Club Zürich |
| —  | A    | Eugen Walaschek     | 20 juni 1916 (21 år)      |         |     | Schweiz   | Servette                |

### Sverige
Tränare:  József Nagy
| Nr | Pos. | Namn               | Födelsedatum (ålder)     | Matcher | Mål |         | Klubb         |
| -- | ---- | ------------------ | ------------------------ | ------- | --- | ------- | ------------- |
| —  | MV   | Henock Abrahamsson | 29 oktober 1909 (28 år)  | 0       |     | Sverige | Gårda BK      |
| —  | MF   | Erik Almgren       | 28 januari 1908 (30 år)  | 5       |     | Sverige | AIK           |
| —  | A    | Harry Andersson    | 7 mars 1913 (25 år)      | 0       |     | Sverige | IK Sleipner   |
| —  | A    | Åke Andersson      | 22 april 1917 (21 år)    | 2       |     | Sverige | Gais          |
| —  | F    | Ivar Eriksson      | 25 december 1909 (28 år) | 1       |     | Sverige | Sandvikens IF |
| —  | MF   | Sven Jacobsson     | 17 april 1914 (24 år)    | 2       |     | Sverige | Gais          |
| —  | A    | Sven Jonasson      | 9 juli 1909 (28 år)      | 28      |     | Sverige | IF Elfsborg   |
| —  | A    | Tore Keller        | 4 januari 1905 (33 år)   | 22      |     | Sverige | IK Sleipner   |
| —  | F    | Olle Källgren      | 7 september 1907 (30 år) | 6       |     | Sverige | Sandvikens IF |
| —  | MF   | Arne Linderholm    | 22 februari 1916 (22 år) | 0       |     | Sverige | IK Sleipner   |
| —  | F    | Erik Nilsson       | 6 augusti 1916 (21 år)   | 0       |     | Sverige | Malmö FF      |
| —  | A    | Arne Nyberg        | 20 juni 1913 (24 år)     | 2       |     | Sverige | IFK Göteborg  |
| —  | A    | Erik Persson       | 19 november 1909 (28 år) | 27      |     | Sverige | AIK           |
| —  | MV   | Gustav Sjöberg     | 23 mars 1913 (25 år)     | 7       |     | Sverige | AIK           |
| —  | MF   | Kurt Svanström     | 24 mars 1915 (23 år)     | 4       |     | Sverige | Örgryte IS    |
| —  | A    | Gustav Wetterström | 15 oktober 1911 (26 år)  | 4       |     | Sverige | IK Sleipner   |

Karl-Erik Grahn och Sven Unger var uttagna men blev skadade, medan Lennart Bunke tvingades lämna återbud. Curt Bergsten, Knut Hansson och Harry Nilsson registrerades till Fifa men stannade kvar i Sverige som reserver.

### Tjeckoslovakien
Förbundskapten: Josef Meissner
| Nr | Pos. | Namn               | Födelsedatum (ålder)      | Matcher | Mål |                 | Klubb                |
| -- | ---- | ------------------ | ------------------------- | ------- | --- | --------------- | -------------------- |
| —  | MF   | Jaroslav Bouček    | 13 november 1912 (25 år)  | 22      |     | Tjeckoslovakien | AC Sparta Prag       |
| —  | A    | Vojtěch Bradáč     | 6 oktober 1913 (24 år)    | 7       |     | Tjeckoslovakien | SK Slavia Prag       |
| —  | F    | Jaroslav Burgr     | 7 mars 1906 (32 år)       | 51      |     | Tjeckoslovakien | AC Sparta Prag       |
| —  | MV   | Karel Burkert      | 1 december 1909 (28 år)   | 1       |     | Tjeckoslovakien | SK Židenice          |
| —  | F    | Karel Černý        | 1 februari 1910 (28 år)   |         |     | Tjeckoslovakien | SK Slavia Prag       |
| —  | F    | Ferdinand Daučík   | 30 maj 1910 (28 år)       | 10      |     | Tjeckoslovakien | SK Slavia Prag       |
| —  | A    | Václav Horák       | 27 september 1912 (25 år) | 9       |     | Tjeckoslovakien | SK Slavia Prag       |
| —  | MF   | Karel Kolský       | 21 september 1914 (23 år) | 10      |     | Tjeckoslovakien | AC Sparta Prag       |
| —  | MF   | Vlastimil Kopecký  | 14 oktober 1912 (25 år)   | 13      |     | Tjeckoslovakien | SK Slavia Prag       |
| —  | MF   | Josef Košťálek     | 31 augusti 1909 (28 år)   | 36      |     | Tjeckoslovakien | AC Sparta Prag       |
| —  | A    | Arnošt Kreuz       | 14 mars 1910 (28 år)      | 2       |     | Tjeckoslovakien | SK Pardubice         |
| —  | A    | Josef Ludl         | 3 juni 1916 (22 år)       | 3       |     | Tjeckoslovakien | Viktoria Žižkov      |
| —  | A    | Oldřich Nejedlý    | 26 december 1909 (28 år)  | 38      |     | Tjeckoslovakien | AC Sparta Prag       |
| —  | MF   | Otakar Nožíř       | 12 mars 1917 (21 år)      | 0       |     | Tjeckoslovakien | SK Slavia Prag       |
| —  | F    | Josef Orth         |                           |         |     | Tjeckoslovakien | ŠK Slovan Bratislava |
| —  | MV   | František Plánička | 2 juni 1904 (34 år)       | 71      |     | Tjeckoslovakien | SK Slavia Prag       |
| —  | A    | Antonín Puč        | 16 maj 1907 (31 år)       | 59      |     | Tjeckoslovakien | SK Slavia Prag       |
| —  | A    | Jan Říha           | 11 november 1915 (22 år)  | 9       |     | Tjeckoslovakien | AC Sparta Prag       |
| —  | A    | Oldřich Rulc       | 28 mars 1911 (27 år)      | 15      |     | Tjeckoslovakien | SK Židenice          |
| —  | A    | Karel Senecký      | 17 mars 1919 (19 år)      | 2       |     | Tjeckoslovakien | AC Sparta Prag       |
| —  | A    | Ladislav Šimůnek   | 4 oktober 1916 (21 år)    | 2       |     | Tjeckoslovakien | SK Slavia Prag       |
| —  | A    | Josef Zeman        | 23 januari 1915 (23 år)   | 3       |     | Tjeckoslovakien | AC Sparta Prag       |

### Tyskland
Österrike kvalade in till turneringen men drog sig ur innan den startade, varför bara 15 lag deltog. Nazitysklands annektering (anschluss) av Österrike den 12 mars 1938 gjorde att ett antal spelare från Österrike spelade i det tyska laget.
Förbundskapten: Sepp Herberger
Spelare från Tyskland
| Nr | Pos. | Namn                | Födelsedatum (ålder)      | Matcher | Mål |          | Klubb                 |
| -- | ---- | ------------------- | ------------------------- | ------- | --- | -------- | --------------------- |
| —  | MV   | Fritz Buchloh       | 26 november 1909 (28 år)  | 17      |     | Tyskland | VfB Speldorf          |
| —  | A    | Josef Gauchel       | 11 september 1916 (21 år) | 6       |     | Tyskland | TuS Koblenz-Neuendorf |
| —  | A    | Rudolf Gellesch     | 1 maj 1914 (24 år)        | 14      |     | Tyskland | Schalke 04            |
| —  | F    | Ludwig Goldbrunner  | 5 mars 1908 (30 år)       | 31      |     | Tyskland | Bayern München        |
| —  | MV   | Hans Jakob          | 16 juni 1908 (29 år)      | 35      |     | Tyskland | Jahn Regensburg       |
| —  | F    | Paul Janes          | 10 mars 1912 (26 år)      | 34      |     | Tyskland | Fortuna Düsseldorf    |
| —  | MF   | Albin Kitzinger     | 1 februari 1912 (26 år)   | 18      |     | Tyskland | 1. Schweinfurt 05     |
| —  | MF   | Andreas Kupfer      | 7 maj 1914 (24 år)        | 10      |     | Tyskland | 1. Schweinfurt 05     |
| —  | A    | Ernst Lehner        | 7 november 1912 (25 år)   | 39      |     | Tyskland | Schwaben Augsburg     |
| —  | F    | Reinhold Münzenberg | 25 januari 1909 (29 år)   | 39      |     | Tyskland | Alemannia Aachen      |
| —  | A    | Otto Siffling       | 3 augusti 1912 (25 år)    | 31      |     | Tyskland | Waldhof Mannheim      |
| —  | F    | Jakob Streitle      | 11 december 1916 (21 år)  | 0       |     | Tyskland | Bayern München        |
| —  | A    | Fritz Szepan        | 2 september 1907 (30 år)  | 30      |     | Tyskland | Schalke 04            |

Spelare från Österrike
| Nr | Pos. | Namn              | Födelsedatum (ålder)      | Matcher | Mål |          | Klubb        |
| -- | ---- | ----------------- | ------------------------- | ------- | --- | -------- | ------------ |
| —  | A    | Wilhelm Hahnemann | 14 april 1914 (24 år)     | 0       |     | Tyskland | Admira Wien  |
| —  | MF   | Hans Mock         | 9 december 1906 (31 år)   | 0       |     | Tyskland | Austria Wien |
| —  | A    | Leopold Neumer    | 8 februari 1919 (19 år)   | 0       |     | Tyskland | Austria Wien |
| —  | A    | Hans Pesser       | 7 november 1911 (26 år)   | 1       |     | Tyskland | Rapid Wien   |
| —  | MV   | Rudolf Raftl      | 7 februari 1911 (27 år)   | 0       |     | Tyskland | Rapid Wien   |
| —  | F    | Willibald Schmaus | 16 juni 1911 (26 år)      | 0       |     | Tyskland | First Vienna |
| —  | MF   | Stefan Skoumal    | 29 november 1909 (28 år)  | 0       |     | Tyskland | Rapid Wien   |
| —  | A    | Josef Stroh       | 5 mars 1913 (25 år)       | 0       |     | Tyskland | Austria Wien |
| —  | MF   | Franz Wagner      | 23 september 1911 (26 år) | 0       |     | Tyskland | Rapid Wien   |

### Ungern
Förbundskapten: Károly Dietz och Alfréd Schaffer
| Nr | Pos. | Namn             | Födelsedatum (ålder)      | Matcher | Mål |           | Klubb               |
| -- | ---- | ---------------- | ------------------------- | ------- | --- | --------- | ------------------- |
| —  | MF   | István Balogh    | 21 september 1912 (25 år) | 3       |     | Ungern    | Újpest FC           |
| —  | A    | Mihály Bíró      | 20 juli 1914 (23 år)      | 0       |     | Ungern    | Ferencváros FC      |
| —  | F    | Sándor Bíró      | 19 augusti 1911 (26 år)   | 26      |     | Ungern    | MTK Hungária FC     |
| —  | A    | László Cseh      | 4 april 1910 (28 år)      | 32      |     | Ungern    | MTK Hungária FC     |
| —  | MF   | János Dudás      | 13 februari 1911 (27 år)  | 12      |     | Ungern    | MTK Hungária FC     |
| —  | MV   | József Háda      | 2 mars 1911 (27 år)       | 15      |     | Ungern    | Ferencváros FC      |
| —  | A    | Vilmos Kohut     | 17 juli 1906 (31 år)      | 24      |     | Frankrike | Olympique Marseille |
| —  | F    | Lajos Korányi    | 15 maj 1907 (31 år)       | 30      |     | Ungern    | Ferencváros FC      |
| —  | MF   | Gyula Lázár      | 24 januari 1911 (27 år)   | 34      |     | Ungern    | Ferencváros FC      |
| —  | MV   | József Pálinkás  | 1 januari 1912 (26 år)    | 5       |     | Ungern    | Szeged FC           |
| —  | F    | Gyula Polgár     | 8 februari 1912 (26 år)   | 14      |     | Ungern    | Ferencváros FC      |
| —  | MF   | Béla Sárosi      | 15 maj 1919 (19 år)       | 0       |     | Ungern    | Ferencváros FC      |
| —  | A    | György Sárosi    | 15 september 1912 (25 år) | 42      |     | Ungern    | Ferencváros FC      |
| —  | A    | Ferenc Sas       | 15 mars 1915 (23 år)      | 13      |     | Ungern    | MTK Hungária FC     |
| —  | MV   | Antal Szabó      | 4 september 1910 (27 år)  | 32      |     | Ungern    | MTK Hungária FC     |
| —  | MF   | Antal Szalay     | 12 mars 1912 (26 år)      | 19      |     | Ungern    | Újpest FC           |
| —  | MF   | György Szűcs     | 23 april 1912 (26 år)     | 23      |     | Ungern    | Újpest FC           |
| —  | A    | Pál Titkos       | 8 januari 1908 (30 år)    | 45      |     | Ungern    | MTK Hungária FC     |
| —  | A    | Géza Toldi       | 11 februari 1909 (29 år)  | 39      |     | Ungern    | Ferencváros FC      |
| —  | MF   | József Turay     | 1 mars 1905 (33 år)       | 41      |     | Ungern    | MTK Hungária FC     |
| —  | A    | Jenő Vincze      | 20 november 1908 (29 år)  | 22      |     | Ungern    | Újpest FC           |
| —  | A    | Gyula Zsengellér | 27 december 1915 (22 år)  | 9       |     | Ungern    | Újpest FC           |

### Fotnoter
1. ↑  ”Squad List Belgium”. FIFA.com. Arkiverad från originalet den 12 oktober 2014. https://web.archive.org/web/20141012030110/http://www.fifa.com/tournaments/archive/worldcup/france1938/teams/team=43935/index.html. Läst 9 november 2014.
2. ↑  ”Squad List Brazil”. FIFA.com. Arkiverad från originalet den 12 oktober 2014. https://web.archive.org/web/20141012030105/http://www.fifa.com/tournaments/archive/worldcup/france1938/teams/team=43924/index.html. Läst 9 november 2014.
3. ↑  ”Squad List France”. FIFA.com. Arkiverad från originalet den 12 oktober 2014. https://web.archive.org/web/20141012030115/http://www.fifa.com/tournaments/archive/worldcup/france1938/teams/team=43946/index.html. Läst 9 november 2014.
4. ↑  ”Squad List Italy”. FIFA.com. Arkiverad från originalet den 12 oktober 2014. https://web.archive.org/web/20141012030130/http://www.fifa.com/tournaments/archive/worldcup/france1938/teams/team=43954/index.html. Läst 9 november 2014.
5. ↑  ”Squad List Cuba”. FIFA.com. Arkiverad från originalet den 12 oktober 2014. https://web.archive.org/web/20141012030059/http://www.fifa.com/tournaments/archive/worldcup/france1938/teams/team=43902/index.html. Läst 9 november 2014.
6. ↑  ”Squad List Netherlands”. FIFA.com. Arkiverad från originalet den 12 oktober 2014. https://web.archive.org/web/20141012030135/http://www.fifa.com/tournaments/archive/worldcup/france1938/teams/team=43960/index.html. Läst 9 november 2014.
7. ↑  ”Squad List Dutch East Indies”. FIFA.com. Arkiverad från originalet den 12 oktober 2014. https://web.archive.org/web/20141012030210/http://www.fifa.com/tournaments/archive/worldcup/france1938/teams/team=44031/index.html. Läst 9 november 2014.
8. ↑  ”Squad List Norway”. FIFA.com. Arkiverad från originalet den 12 oktober 2014. https://web.archive.org/web/20141012030140/http://www.fifa.com/tournaments/archive/worldcup/france1938/teams/team=43961/index.html. Läst 9 november 2014.
9. ↑  ”Squad List Poland”. FIFA.com. Arkiverad från originalet den 12 oktober 2014. https://web.archive.org/web/20141012030145/http://www.fifa.com/tournaments/archive/worldcup/france1938/teams/team=43962/index.html. Läst 9 november 2014.
10. ↑  ”Squad List Romania”. FIFA.com. Arkiverad från originalet den 12 oktober 2014. https://web.archive.org/web/20141012030150/http://www.fifa.com/tournaments/archive/worldcup/france1938/teams/team=43964/index.html. Läst 9 november 2014.
11. ↑  ”Squad List Switzerland”. FIFA.com. Arkiverad från originalet den 12 oktober 2014. https://web.archive.org/web/20141012030200/http://www.fifa.com/tournaments/archive/worldcup/france1938/teams/team=43971/index.html. Läst 9 november 2014.
12. ↑  ”Squad List Sweden”. FIFA.com. Arkiverad från originalet den 12 oktober 2014. https://web.archive.org/web/20141012030155/http://www.fifa.com/tournaments/archive/worldcup/france1938/teams/team=43970/index.html. Läst 9 november 2014.
13. ↑  ”Sveriges bästa halvback ur leken! Grahns skada omöjliggör VM-resa. Jacobsson blir ersättare.”. Dagens Nyheter. 9 juni 1938. https://arkivet.dn.se/tidning/1938-06-09/153/17.
14. ↑  ”Unger bröt benet, borta från VM.”. Dagens Nyheter. 30 maj 1938. https://arkivet.dn.se/tidning/1938-05-30/144/18.
15. ↑  ”Lennart Bunke ger återbud. Ny inner mot Lettland.”. Dagens Nyheter. 2 juni 1938. https://arkivet.dn.se/tidning/1938-06-02/147/25.
16. ↑  ”World Cup 1938 – National squads”. linguasport.com. http://www.linguasport.com/futbol/internacional/mundial/1938_FRANCE_SQUADS.htm. Läst 4 april 2024.
17. ↑  ”Squad List Czechoslovakia”. FIFA.com. Arkiverad från originalet den 12 oktober 2014. https://web.archive.org/web/20141012030205/http://www.fifa.com/tournaments/archive/worldcup/france1938/teams/team=44025/index.html. Läst 9 november 2014.
18. ↑  ”Squad List Germany”. FIFA.com. Arkiverad från originalet den 12 oktober 2014. https://web.archive.org/web/20141012030120/http://www.fifa.com/tournaments/archive/worldcup/france1938/teams/team=43948/index.html. Läst 9 november 2014.
19. ↑  ”Squad List Hungary”. FIFA.com. Arkiverad från originalet den 12 oktober 2014. https://web.archive.org/web/20141012030125/http://www.fifa.com/tournaments/archive/worldcup/france1938/teams/team=43950/index.html. Läst 9 november 2014.